# ミリアム・ローパー
ミリアム・ローパー（Miryam Roper 1982年6月26日- ）はパナマの柔道選手。ドイツのアーヘン出身。階級は57kg級。身長165cm。パナマ系ドイツ人。

## 人物
柔道は6歳の時に始めた。
2008年に東京で開催された世界団体ではドイツチームの一員として3位に入った。2010年にアンタルヤで開催された世界団体では決勝でオランダに敗れて2位に終わった。2011年の世界選手権では準々決勝でブラジルのラファエラ・シルバに敗れると、その後の3位決定戦でも松本薫に合技で敗れて5位となった。2012年ロンドンオリンピックでは初戦でシルバに有効で敗れた。2013年の世界選手権では準々決勝でアメリカのマルティ・マロイに敗れるが、その後の3位決定戦でフランスのオトーヌ・パヴィアに一本勝ちして、31歳にして個人戦の世界選手権で初のメダルを獲得した。2016年のリオデジャネイロオリンピックでは初戦で敗れた。2017年からは父親の出身国であるパナマに国籍を移すが、パンナム選手権では5位だった。続くグランドスラム・エカテリンブルグでは決勝で宇高菜絵を破って、グランドスラム大会史上最年長の34歳で優勝を飾った。

## 主な戦績
- 2000年 - ベルギー国際　ジュニアの部　2位(52kg級)
- 2002年 - ベルギー国際　2位
- 2007年 - ドイツ国際　3位
- 2008年 - 世界団体　3位
- 2009年 - ワールドカップ・バーミンガム　3位
- 2010年 - グランプリ・チュニス　3位
- 2010年 - ワールドカップ・カイロ　2位
- 2010年 - ワールドカップ・ブカレスト　3位
- 2010年 - 世界団体　2位
- 2010年 - グランプリ・アブダビ　5位
- 2011年 - ワールドカップ・ソフィア　優勝
- 2011年 - グランプリ・デュッセルドルフ　5位
- 2011年 - ワールドカップ・マイアミ　2位
- 2011年 - 世界選手権　5位
- 2011年 - グランプリ・アブダビ　5位
- 2012年 - ワールドカップ・ソフィア　優勝
- 2012年 - グランドスラム・パリ　5位
- 2012年 - ワールドカップ・ブダペスト　2位
- 2012年 - ヨーロッパ選手権　3位
- 2012年 - ワールドカップ・イスタンブール　3位
- 2013年 - グランドスラム・バクー　優勝
- 2013年 - グランプリ・マイアミ　3位
- 2013年 - グランドスラム・モスクワ　優勝
- 2013年 - 世界選手権　3位
- 2013年 - グランプリ・リエカ　優勝
- 2013年 - グランプリ・アブダビ　優勝
- 2013年 - グランドスラム・東京　5位
- 2014年 - グランプリ・デュッセルドルフ　5位
- 2014年 - グランプリ・サムスン　2位
- 2014年 - ヨーロッパ選手権　2位
- 2014年 - グランドスラム・アブダビ　優勝
- 2015年 - グランプリ・サムスン　3位
- 2015年 - グランドスラム・バクー　3位
- 2015年 - ヨーロッパ競技大会　個人戦　3位　団体戦　2位
- 2015年 - 世界団体　3位
- 2015年 - グランプリ・青島　2位
- 2015年 - グランドスラム・東京　5位
- 2016年 - グランプリ・トビリシ　3位
- 2016年 - グランプリ・サムスン　3位
- 2016年 -　グランドスラム・バクー　5位
- 2017年 -　パンナム選手権　5位
- 2017年 -　グランドスラム・エカテリンブルグ　優勝
- 2017年 - グランプリ・カンクン　2位
- 2018年 -　グランプリ・チュニス　3位
- 2018年 -　グランプリ・アガディール　3位
- 2018年 - パンナム選手権　3位
- 2018年 -　グランプリ・ハーグ　3位
- 2019年 - グランプリ・ブダペスト　5位
- 2019年 - パンアメリカン競技大会　3位
- 2020年 - パンナム選手権　優勝

(出典、JudoInside.com)